# Veniamin Margolin
Veniamin Savélievich Margolin (del ruso: Вениами́н Саве́льевич Марго́лин) (12 de enero de 1922, Petrogrado - 19 de marzo de 2009, San Petersburgo) fue un trompetista y maestro de música ruso.

## Biografía
Margolin nació en Petrogrado. Estudió música bajo la dirección de Aleksandr Schmidt y Mijaíl Vetrov en el Conservatorio de Leningrado (hoy Conservatorio de San Petersburgo). En 1947, entró como primera trompeta de Orquesta Filarmónica de Leningrado (hoy Orquesta Filarmónica de San Petersburgo) bajo la dirección musical de Evgeni Mravinski y trabajó allí hasta 1974. Durante sus últimos años Margolin fue profesor en el Conservatorio de San Petersburgo.